# Phyllis Ackerman
Pour les articles homonymes, voir Ackerman.
Phyllis Ackerman est une spécialiste de l'art perse de nationalité américaine née en 1893 à Oakland et morte le 25 janvier 1977 à Chiraz. Elle a épousé Arthur Upham Pope en 1920.